# Estación de Trofa (antigua)
La Estación Ferroviaria de Trofa, también llamada Estación de Trofa, es una antigua plataforma ferroviaria de la Línea del Miño, que servía la localidad de la Trofa, en Portugal.

## Caracterización
En 2010, esta estación presentaba 3 vías de circulación, con 286, 274 y 95 metros de longitud; las dos plataformas, con 140 y 100 metros de extensión, tenían 25 centímetros de altura.

## Historia

### Inauguración
El tramo entre Porto y Braga, en el cual esta plataforma se insertaba, fue inaugurado el 21 de mayo de 1875
El 14 de marzo de 1932, fue inaugurado el tramo entre Senhora da Hora y Trofa, en la Línea de Guimarães.

### Declive y cierre
En 2006, los servicios fueron reducidos en esta estación, lo que provocó críticas a la operadora Comboios de Portugal, y, en 2008 y 2009, los usuarios reprobaban la falta de condiciones de la estación en términos de seguridad y de higiene, y los horarios de las taquillas.
Fue cerrada el 14 de agosto de 2010, pasando todos los servicios a ser efectuados en la nueva estación de la Trofa, que fue inaugurada al día siguiente; para señalar el término de los servicios, la alcaldía de Trofa organizó, en ese día, un servicio especial, que partió de esta estación con destino a São Romão do Coronado, pasando por el Apeadero de Senhora das Dores.
En febrero de 2010, fue anunciado que el edificio de la Cámara Municipal de Trofa iba a ser construido en la zona de la antigua estación ferroviaria.